# Tajima Sho
Sho Tajima (sinh ngày 7 tháng 4 năm 1983) là một cầu thủ bóng đá người Nhật Bản.

## Sự nghiệp câu lạc bộ
Sho Tajima đã từng chơi cho Roasso Kumamoto.